# Robert I Wspaniały
Robert I (ur. ok. 1000, zm. w 1035) – książę Normandii w latach 1028–1035, zwany „Wspaniałym” (fr. le Magnifique) ze względu na jego upodobanie do wytwornych strojów, innym jego przydomkiem był „Diabeł”. Był synem księcia Ryszarda II i Judyty, córki Konana I, księcia Bretanii.
Kiedy zmarł jego ojciec, następcą tronu został jego starszy brat Ryszard, podczas gdy on otrzymał tytuł hrabiego Hiémois. Kiedy Ryszard zmarł w tajemniczych okolicznościach kilka miesięcy później, istniało uzasadnione podejrzenie że Robert dopuścił się bratobójstwa, stąd jego drugi przydomek – Robert Diabeł (Robert le Diable). Robert wspomógł króla Francji Henryka I w walce przeciwko jego zbuntowanemu bratu i matce, w zamian za udzielone wsparcie otrzymał terytorium Vexin. Interweniował również w sprawie Flandrii, wsparł tam angielskiego króla Edwarda Wyznawcę, który w tym czasie przebywał na wygnaniu na dworze Roberta. Sponsorował i wspierał reformę monastyczną w Normandii.
Kiedy zapewnił sukcesję swemu nieślubnemu synowi Wilhelmowi, w 1035 roku wyruszył na pielgrzymkę do Jerozolimy. Zgodnie z Gesta Normannorum Ducum podróżował drogą przez Konstantynopol, dotarł do Jerozolimy, i zmarł w drodze powrotnej 2 lipca 1035 roku w Nicei (współczesny İznik w zachodniej Turcji). Niektóre źródła upatrują przyczynę jego śmierci w otruciu i datują ją na 1 lipca lub 3 lipca. Jego syn Wilhelm, w wieku około ośmiu lat został jego następcą.
Według kronikarza Wilhelma z Malmesbury, ok. 1086 r. Wilhelm wysłał poselstwo do Konstantynopola i Nicei, które miało za zadanie przywieźć zwłoki jego ojca. Ciało księcia ekshumowano i ruszono w drogę powrotną. W Apulii doszła do orszaku wieść o śmierci Wilhelma podczas oblężenia Rouen. Wówczas posłowie zadecydowali o pochowaniu Roberta na ziemi włoskiej.

## Żony i potomstwo
Robert Wspaniały nie miał żony, miał natomiast liczne kochanki. Jedną z nich była Herleva, córka Fulberta, garbarza z Falaise. Podobno książę poznał ją, kiedy na brzegu rzeki prała ubrania i tam ją zgwałcił, a następnie zabrał do siebie. Herleva urodziła księciu córkę i syna:
- Adelajdę (ok. 1026 – ok. 1090), żonę Enguerranda II de Ponthieu, Lamberta II z Lens i Odona II de Troyes
- Wilhelma (ok. 1027 – 9 września 1087), księcia Normandii i króla Anglii

## Wywód przodków

Drzewo genealogiczne

| 4. Ryszard I Nieustraszony |  |                      |  |  |             |
|                            |  | 2. Ryszard II Dobry  |  |  |             |
| 5. Gunnor                  |  |                      |  |  |             |
|                            |  |                      |  |  | 1. Robert I |
| 6. Conan I Krzywy          |  |                      |  |  |             |
|                            |  | 3. Judyta z Bretanii |  |  |             |
| 7. Ermengarda Andegaweńska |  |                      |  |  |             |
|                            |  |                      |  |  |             |